# جان ابرسون
جان آدولف امیل ابرسون (انگلیسی: John Eberson; ۱ ژانویهٔ ۱۸۷۵ – ۱ ژانویهٔ ۱۹۶۴) معمار  اتریشی-آمریکایی بود که به خاطر توسعه و ترویج طراحی‌های کاخ سینما در سبک تئاتر جوی (Atmospheric Theatre) شناخته می‌شود. او در طول زندگی خود بیش از 500 تئاتر طراحی کرد و به لقب «جان خانه اپرا» (به انگلیسی: Opera House John) معروف شد. از تئاترهای برجسته باقی‌مانده او در ایالات متحده می‌توان به تئاتر تمپا (1926)، تئاتر پالاس ماریون (1928)، تئاتر پالاس لوئیزویل (1928)، تئاتر مجستیک (سن آنتونیو) (1929)، تئاتر سیتی آکرون (1929)، تئاتر پارامونت (1929)، تئاتر ایالت (کالامازو، میشیگان) (1927) و تئاتر یادبود لوئیس جی. وارنر (1932) در آکادمی وورستر در ووستر (ماساچوست) اشاره کرد. نمونه‌های بین‌المللی باقی‌مانده در سبک جوی شامل تئاتر کاپیتول (1928) و تئاتر ایالت (1929) در سیدنی، استرالیا، تئاتر فروم (1929، ملبورن، استرالیا) و سینما گرند رکس (1932، پاریس، فرانسه) هستند.